# Schilbe durinii
Schilbe durinii es una especie de peces de la familia Schilbeidae en el orden de los Siluriformes.

## Morfología
• Los machos pueden llegar alcanzar los 6,5 cm de longitud total.

## Reproducción
Es ovíparo.

## Distribución geográfica
Se encuentra en África lago Tanganika.